# Jarir ibn Atiyah
Jarir ibn Atiyah al-Khatfi Al-Tamimi (650-728) fue un gran poeta y satirista árabe de la época Omeya. Nació durante el reinado del califa Uthmán ibn Affán, y fue miembro de la tribu Kulaib, subgrupo del Banu Tamim. Era nativo de al-Yamamah, pero también paso largo tiempo en Damasco, en la corte de los califas Omeyas.
Poco se sabe de su infancia y juventud, pero tenga éxito en ganador el favor de Al-Hayyach ibn Yúsuf, el gobernador de Irak,  se hizo famoso por su rivalidad con los poetas de su época Al-Farazdaq y Akhtal. Eran conocidos como la Tríada Omeya. Fue a Damasco y visitó el tribunal de califa Abd al-Málik y su sucesor, Al-Walid I. Con ninguno de los dos fue bien recibido. Sin embargo, sí que se ganó la confianza de Úmar II, pues era el único poeta mecenado por este califa.
Su poesía es, igual que la de sus contemporáneos, sátira y eulogía.